# 小瓶子草
小瓶子草（学名：Sarracenia minor）为瓶子草属食虫植物。其种加词“minor”来源于拉丁文，意为“小”，指其典型变种的捕虫瓶尺寸。其分布于美国东南部平原的北卡罗来纳州南部、南卡罗来纳州、佐治亚州和佛罗里达州北部。

## 植物学史
1788年，植物学家托马斯·沃尔特（Thomas Walter）第一次描述了小瓶子草。

## 形态特征
小瓶子草捕虫瓶的颜色与大小存在较大差别。

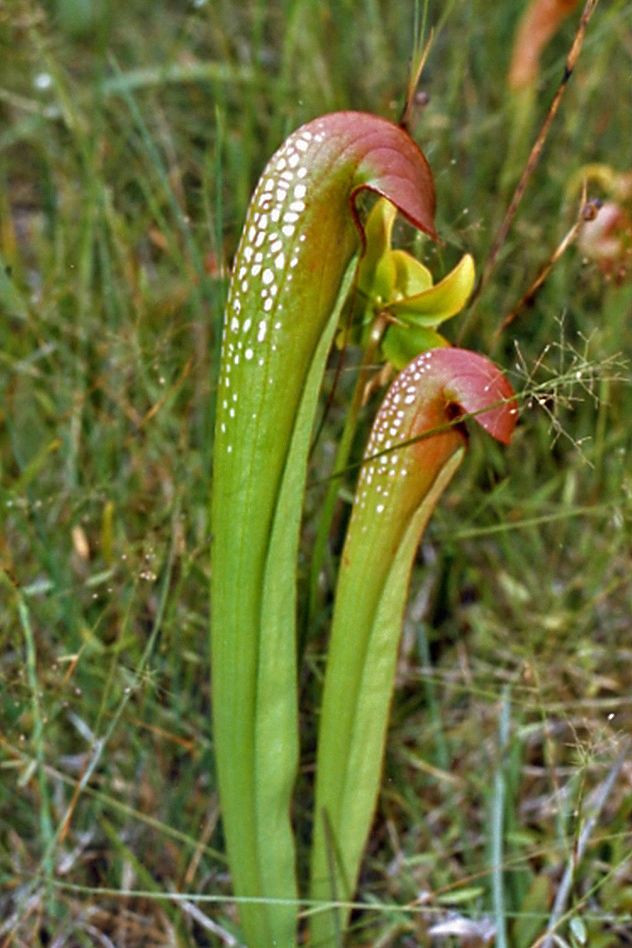
小瓶子草奥克弗诺基变种的捕虫瓶

小瓶子草的花朵直径3至6厘米。萼片略尖，长2至3厘米。花瓣圆，黄色。雌蕊伞状，黄绿色。花期为三月下旬至五月中旬。花无味。果實為蒴果，每个果實內有超过100个种子。

### 小瓶子草小型变种
小瓶子草小型变种（S. minor var. minor）为小瓶子草的典型变种，其捕虫瓶通常高15至25厘米，瓶口处宽1.5至3厘米，直立。瓶盖特征性的向前卷曲呈帽状，覆盖这个瓶口。捕虫瓶基部与中部细长，顶部扩张。翼宽2至20毫米，瓶口下部较窄，基部较宽。小瓶子草小型变种不会出现非食虫性的剑形叶。捕虫瓶通常为黄绿色，顶部为铜红色至暗红色。唇或瓶盖通常为纯红色。捕虫瓶上三分之一的背面具许多白色的网隙。小瓶子草小型变种的花序与捕虫瓶等高。

### 小瓶子草奥克弗诺基变种
小瓶子草奥克弗诺基变种（S. minor var. okefenokeensis）的变种名来源于美国佐治亚州韦克罗斯奥克弗诺基沼泽。其为小瓶子草的大型变种。其捕虫瓶可高达90至120厘米。其管状部大大拉长，瓶口也一同扩大。小瓶子草奥克弗诺基变种捕虫瓶的颜色要比典型变种更为丰富，少数植株的捕虫瓶为纯橙红色，并具粉红色的网隙。其花茎相对较长，通常高25至75厘米。

## 食虫性
小瓶子草与鹦鹉瓶子草（S. psittacina）是瓶子草属中仅有的两个会利用具有白色网隙的穹顶状捕虫瓶迷惑昆虫的物种。阳光透过远离笼口的白色网隙形成的亮区而吸引昆虫，从而将其困于捕虫瓶内。类似的捕虫方式还存在于眼镜蛇瓶子草（Darlingtonia californica）及马兜铃猪笼草（Nepenthes aristolochioides）和克洛斯猪笼草（N. klossii）上。

## 分布范围
小瓶子草分布于北卡罗来纳州南部、南卡罗来纳州、佐治亚州和佛罗里达州北部沿岸。小瓶子草分布范围的最南端位于佛罗里达州中南部的奥基乔比湖（Lake Okeechobee）周围，这也是瓶子草属分布范围的最南端。

## 种下类群

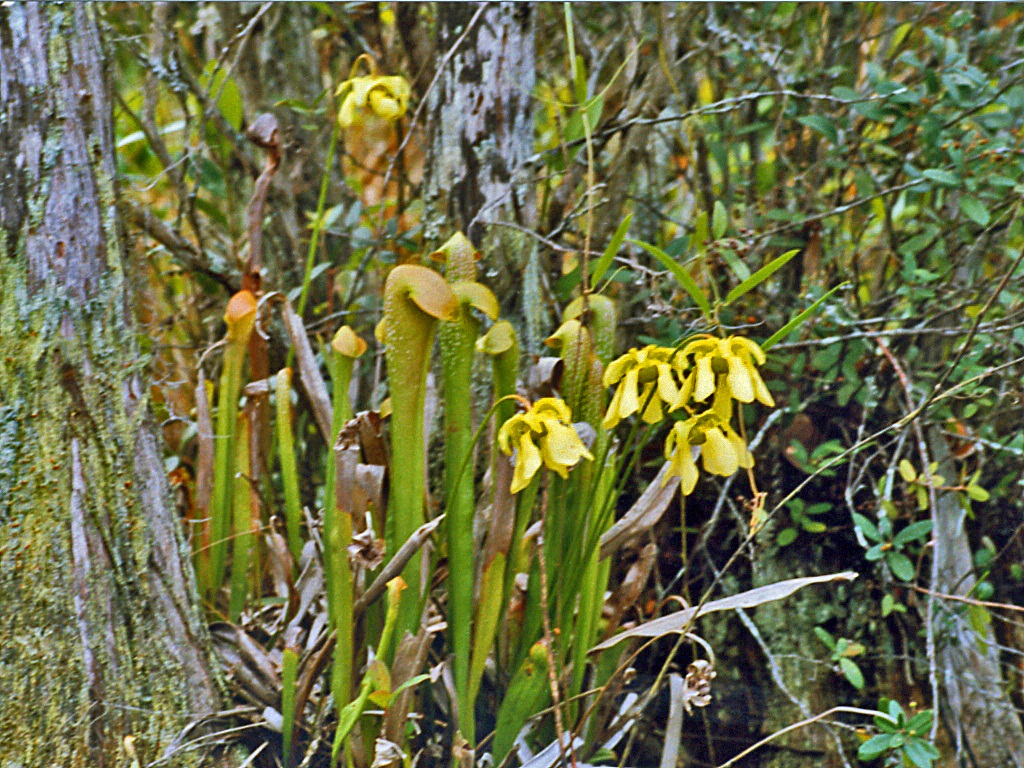
小瓶子草奥克弗诺基变种

- Sarracenia minor var. minor
- Sarracenia minor var. okefenokeensis Schnell (2002)